# Helina wroughtoni
Helina wroughtoni är en tvåvingeart som först beskrevs av Malloch 1928.  Helina wroughtoni ingår i släktet Helina och familjen husflugor. Inga underarter finns listade i Catalogue of Life.